# 이올라오스

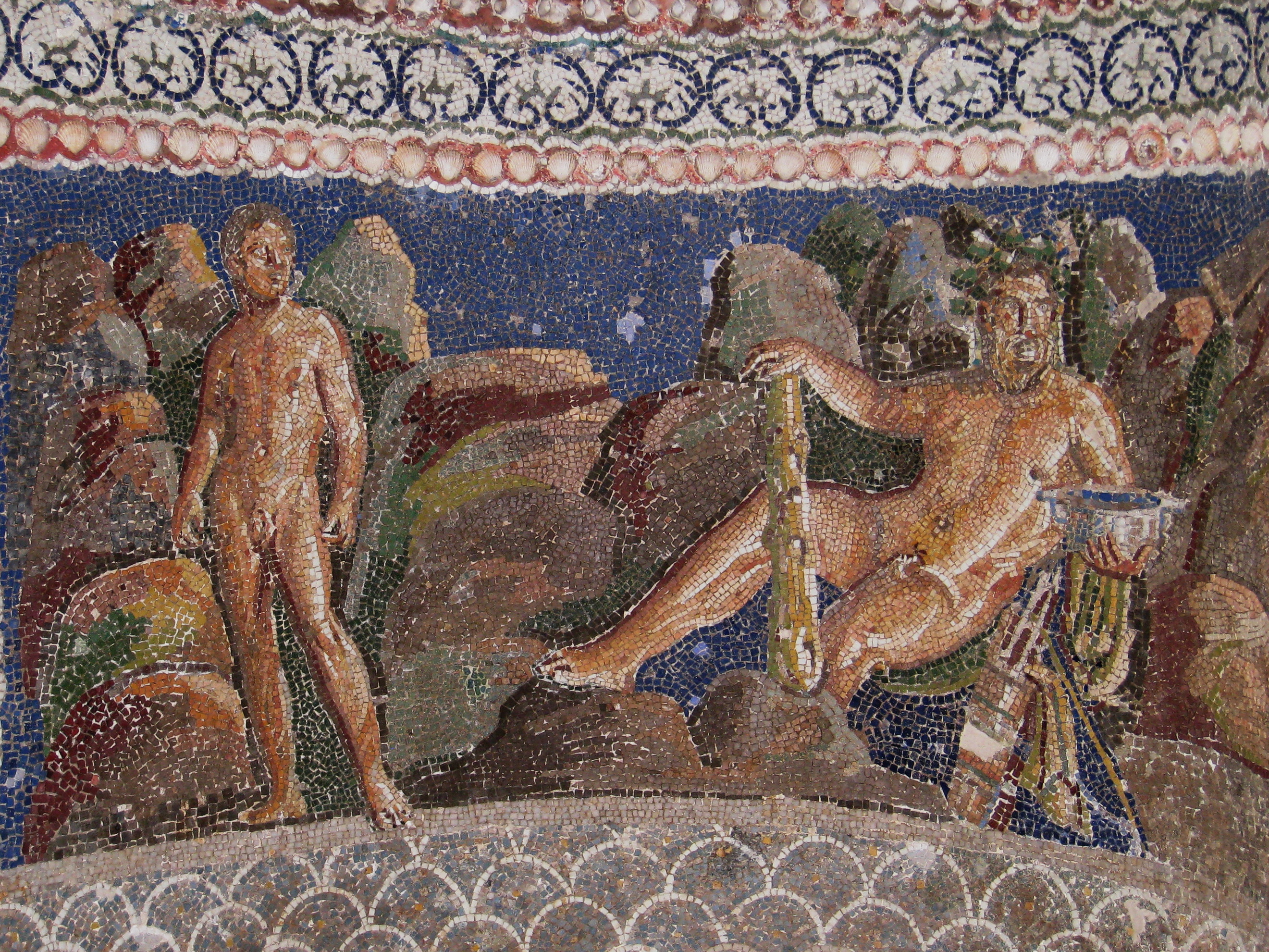
헤라클레스와 그의 조카 이올라오스. 기원전 1세기경의 모자이크.

이올라오스(Iolaos)는 그리스 신화에 나오는 이피클레스의 아들이며 헤라클레스의 조카이다. 헤라클레스의 형제인 이피클레스가 메가라 왕 알카토오스의 딸 아우토메두사와 결혼하여 낳은 아들이다. 숙부인 헤라클레스의 전차기수이자 조력자로 알려져 있다. 헤라의 시기를 받아 광기가 들린 헤라클레스는 첫번째 아내 메가라와 자식들을 모두 죽여 버렸다. 다른 이야기로는 메가라는 참사를 피하여 살아남았으며, 제정신으로 돌아온 헤라클레스가 이올라오스와 결혼시켰다. 이올라오스는 메가라와의 사이에서 레이페필레네라는 딸을 낳았다. 이올라오스는 헤라클레스를 따라다니며 여러 가지 모험을 함께 하였다. 헤라클레스가 레르네 지방의 괴물 히드라와 싸울 때, 목을 베면 다시 새로운 머리가 돋아나 처치하는 데 애를 먹었다. 이 때 이올라오스가 잘린 목 부분을 불로 지져 새로운 머리가 돋아나지 못하게 하여 히드라를 죽일 수 있었다.

## 같이 보기
- 힐라스